# Reakcja na częstotliwość
Reakcja na częstotliwość – miara odpowiedzi spektrum częstotliwości jakiegokolwiek systemu (na przykład nagłaśniającego) na pierwotny sygnał o niejednorodnej częstotliwości, lecz stałej amplitudzie. Odnosi się ona często do aparatury nagłaśniającej, tunerów, mikrofonów, głośników itp. 